# Kecamatan Pante Bidari
Kecamatan Pante Bidari (indonesiska: Pante Bidari, Kecamatan Pante Beudari) är ett distrikt i Indonesien.   Det ligger i provinsen Aceh, i den västra delen av landet, 1 600 km nordväst om huvudstaden Jakarta.